# Имма Шалом
Имма Шалом (I век) — одна из немногих женщин, упоминаемых в Талмуде; сестра главы палестинских евреев Гамлиэля II и жена рабби Элиезера бен-Гирканос.
Фигурирует в современной арт-инсталляции «Этаж наследия» Бруклинского музея в Нью-Йорке, где ассоциируется с эпохой египетской Гипатии.

## Биография
Вероятно, находилась под опекой брата, отчего её иногда называют его дочерью, и получила воспитание, подобающее сестре наси и члену дома великого Гиллеля. Что Имма умела использовать свои знания, свидетельствуют рассказы, сохранившиеся в агадической литературе.
Её муж, Элиэзер бен Уркенос, ценил интеллектуальные способности жены. Он не только сообщал ей свои традиции, но и прислушивался к е мнению в религиозных вопросах. Она пережила своего мужа.

## Умные ответы (Талмуд)

### «Санхедрин»
Однажды в присутствии Иммы некий язычник сказал её брату: «Ваш Бог — вор, он украл у сонного Адама ребро» (Быт. 2:21). «Позволь мне, — сказала Имма брату, — ответить ему». И попросила язычника дать ей для охраны одного из его подчиненных. «К чему это?» — спросил язычник. — «В последнюю ночь нас ограбили; забрали серебряный ковш и взамен его оставили золотой». — «Только и всего? — воскликнул язычник, — я бы желал, чтобы подобные посещения были у меня каждый день». — «А вы еще жалуетесь, — ответила Имма, — что у сонного Адама отняли ребро. Не дана ли ему взамен этого женщина, чтобы помогать ему во всем?».

### «Шаббат»
Некий судья (называемый в Талмуде «философом») хвастал своей честностью и неподкупностью. Имма подарила ему золотую лампу и затем принесла ему жалобу на своего брата, как захватившего её долю в наследстве их отца. Судья удовлетворил её жалобу. Гамлиэль II протестовал, указывая, что по Моисееву закону при наличности сына дочь не наследует отцу (Чис. 27:8 и сл.), но судья ответил ему: «С тех пор как ваш народ подпал под власть чужого правительства, Моисеев закон заменён другим, по которому сын и дочь равны в наследстве». Тогда Гамлиэль подарил судье ливийского осла и просил о пересмотре дела. При пересмотре дела судья отменил свое первоначальное решение: «Я сильно углубился в чтение Нового Завета и увидел, что там написано: „Я не пришёл ни убавить, не прибавить от законов Моисея“ (ср. Матф. 5:17), в последнем же сказано, что при сыне дочь действительно не наследует отцу». — Имма воскликнула: «Пусть уж свет твой светит, как лампа» (ср. Матф. 5:16), намекая на свой подарок. А Гамлиэль возразил: «Пришёл осёл и опрокинул лампу».